# Histopona vignai
Histopona vignai là một loài nhện trong họ Agelenidae.
Loài này thuộc chi Histopona. Histopona vignai được Paolo Marcello Brignoli miêu tả năm 1980.